# Taaitaai
Taaitaai is een lekkernij die met name in de sinterklaastijd wordt gegeten.
Taaitaai lijkt qua smaak veel op speculaas; er zit echter ook een anijssmaak aan. Het product is echter zolang het vers is niet bros zoals speculaas, maar letterlijk "taai". Om er een hap van te eten is zelfs enige trekkracht nodig. Taaitaai wordt meestal in de vorm van figuren gebakken. Vaak stelt de figuur de goedheiligman zelf voor, of een van zijn pieten. Vroeger gaf een jongeman zijn geliefde een hart van marsepein of een vrijer van klaaskoek, maar als hij taaitaaikoek gaf dan werd dat door zijn geliefde niet in dank afgenomen. Taaitaai stond dus niet hoog op de lijst van lekkernijen.
Ook tijdens Sint Piter worden taaimannen en taaiwiven (vrouwen) genuttigd.